# Dolmen Pierre Couverte (Pontigné)

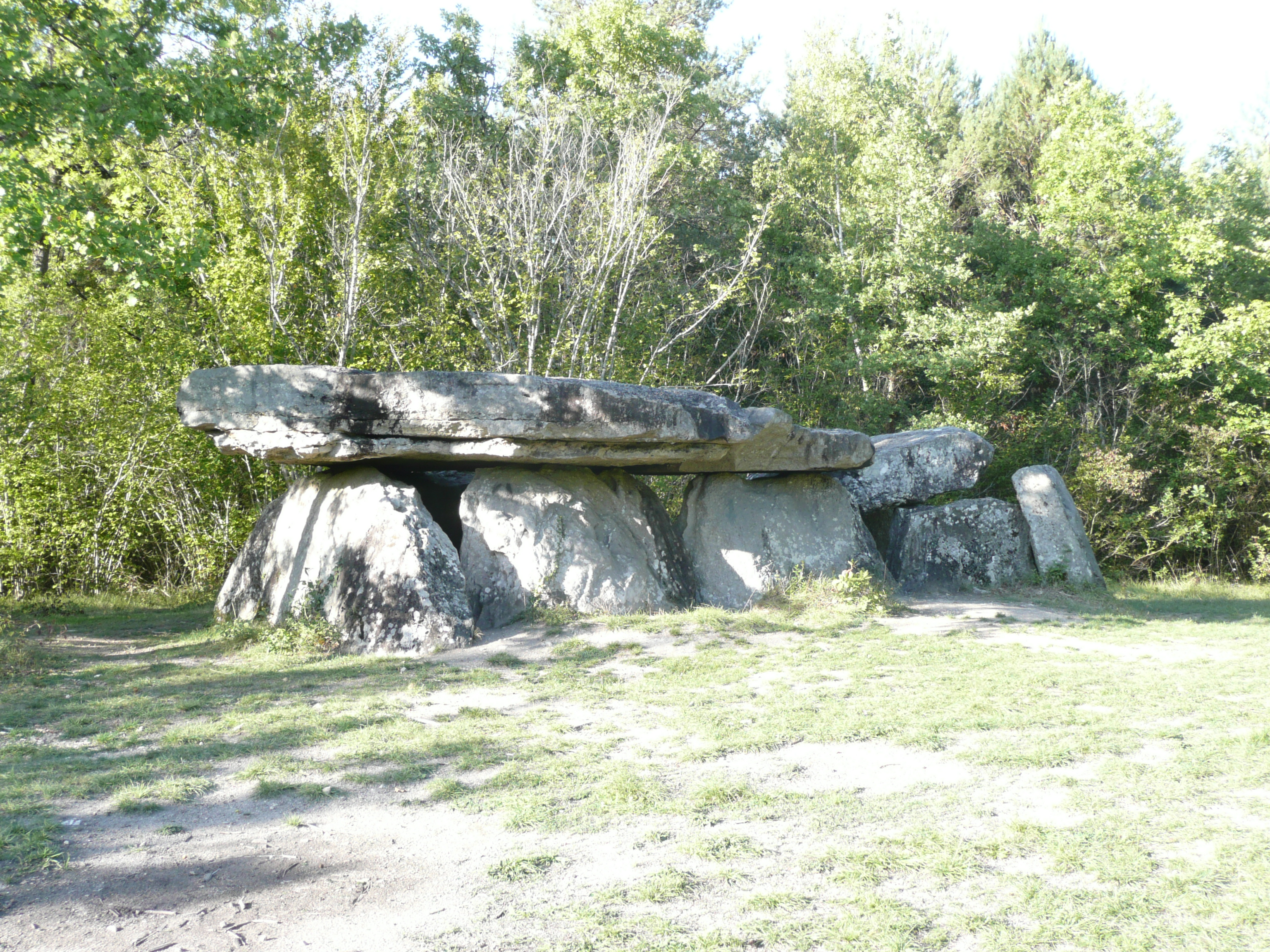
Dolmen de Pierre Couverte

Der Dolmen Pierre Couverte von Pontigné (auch „Dolmen de la Pierre“ oder La Pierre Couverte de Bauge genannt) liegt östlich von Baugé-en-Anjou im Nordosten des Département Maine-et-Loire in Frankreich. Dolmen ist in Frankreich der Oberbegriff für Megalithanlagen aller Art (siehe: Französische Nomenklatur).
Ein gleichnamiger Dolmen Pierre couverte liegt im Département Sarthe. 

## Beschreibung
Der Dolmen vom Typ Angevin) steht auf einer Lichtung und besteht aus 13 Steinen aus Sandstein. Er hat eine etwa 5,0 × 3,0 m messende knapp mannshohe Kammer mit einem vorgesetzten Portikus und ist eines der besterhaltenen Exemplare seiner Gattung in der Region. Die rechteckige Kammer wird von zwei Deckenplatten bedeckt, die auf sechs Tragsteinen ruhen. Sie hat den durch zwei Stützen und einen Deckstein gebildeten, etwa 2,5 m langen und 1,5 m breiten verengten Zugang im Osten. Eine weitere Platte sollte vielleicht das Portal schließen.

Dolmen Pierre Couverte
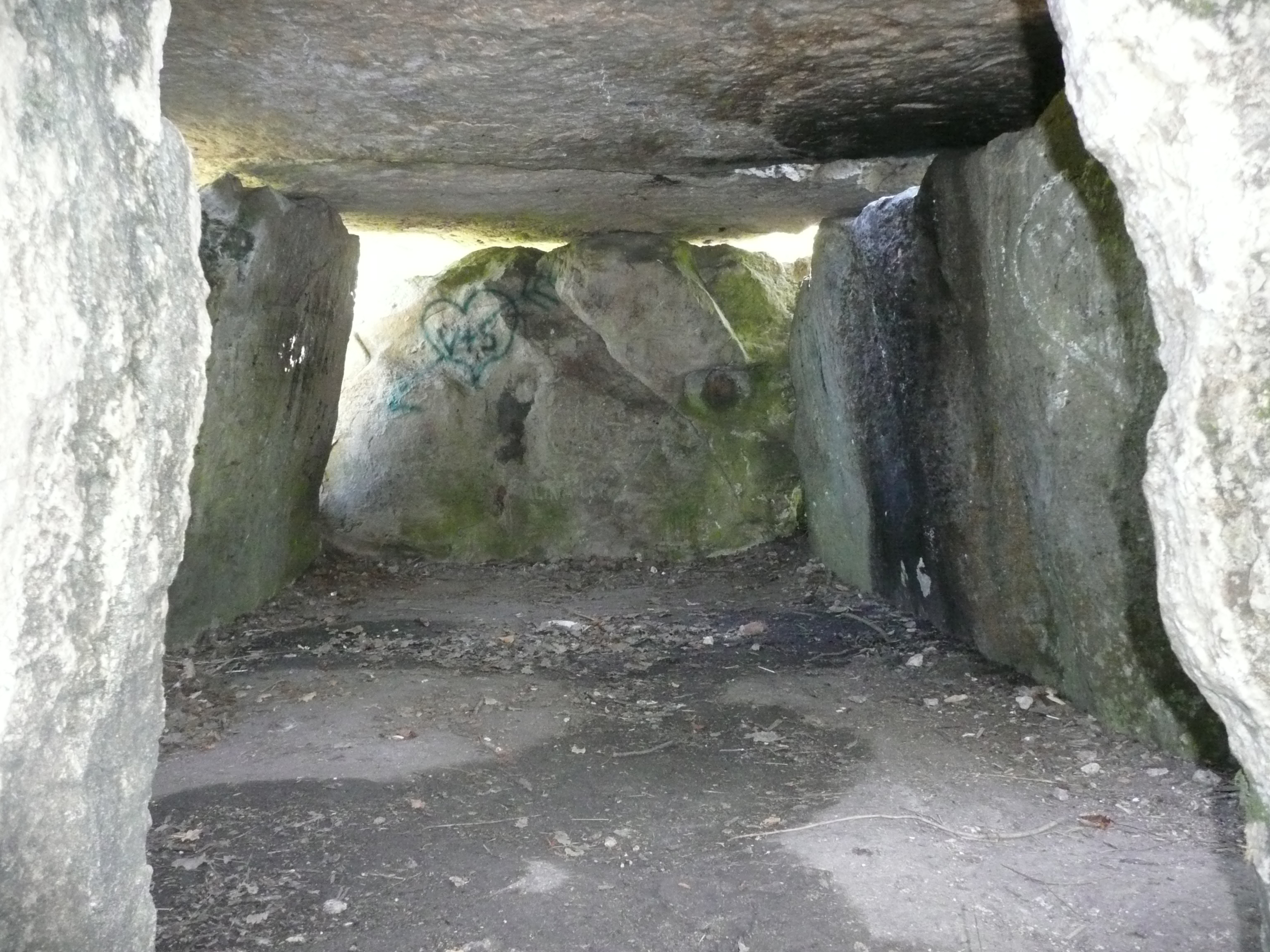
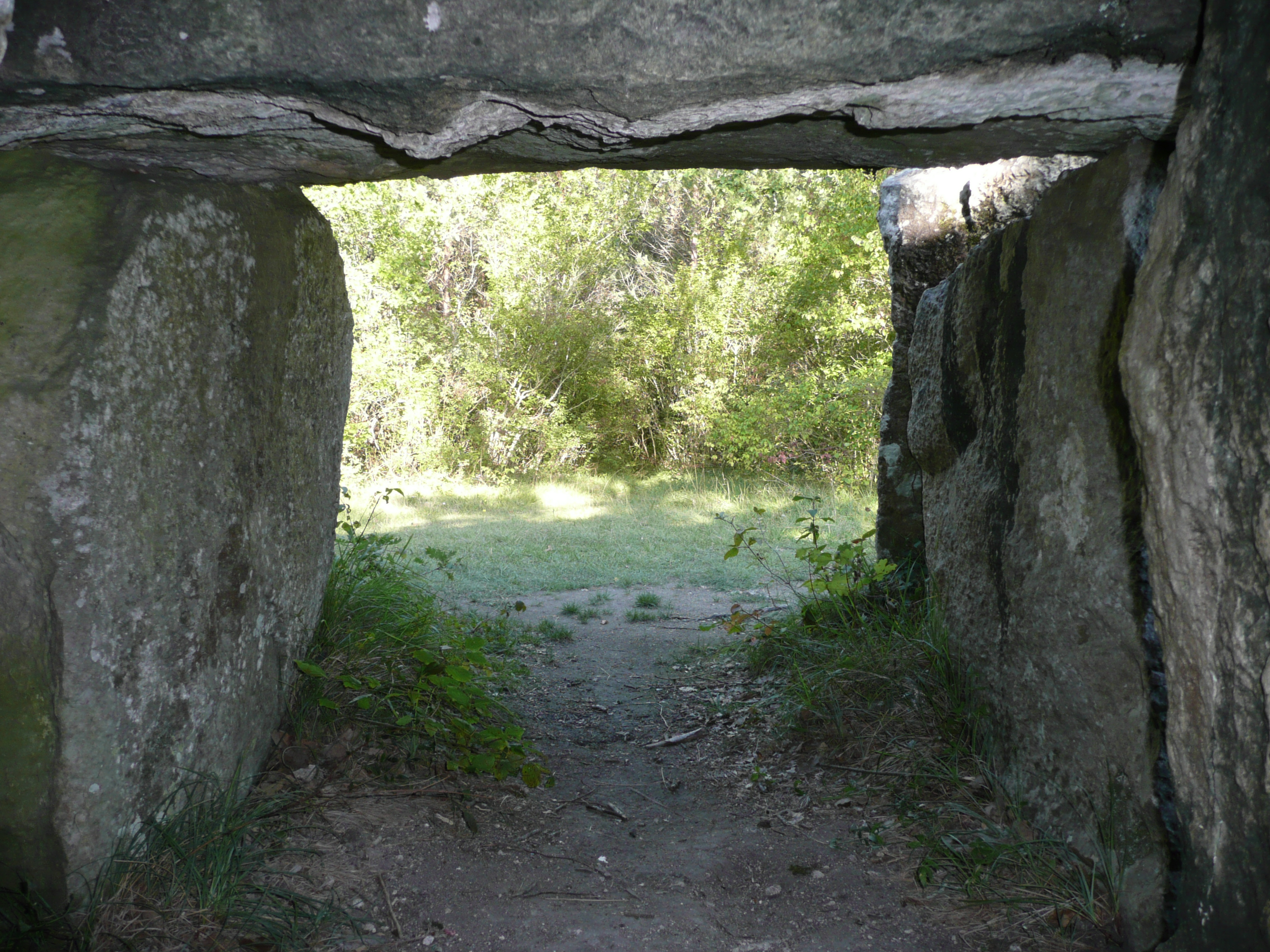
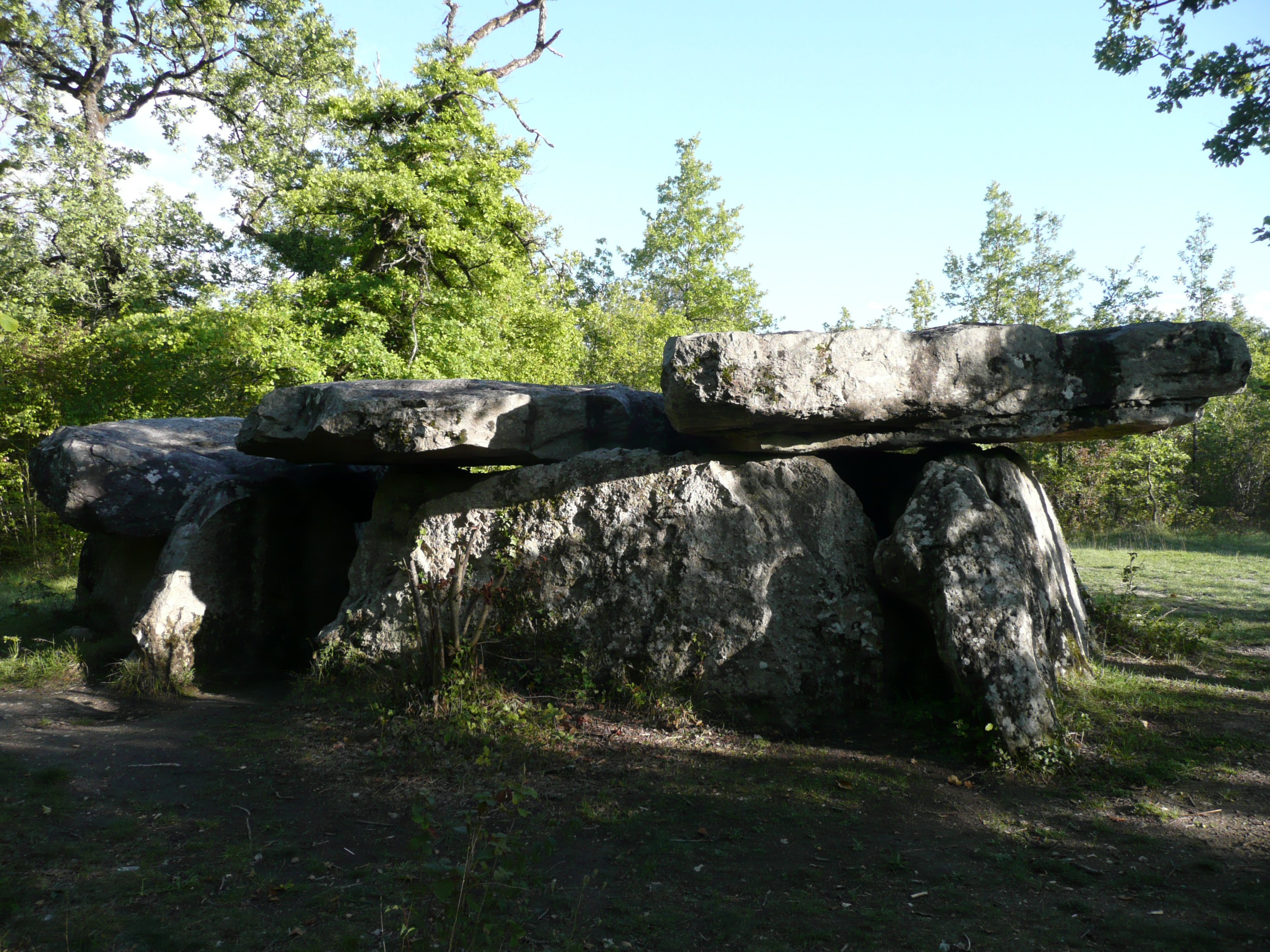
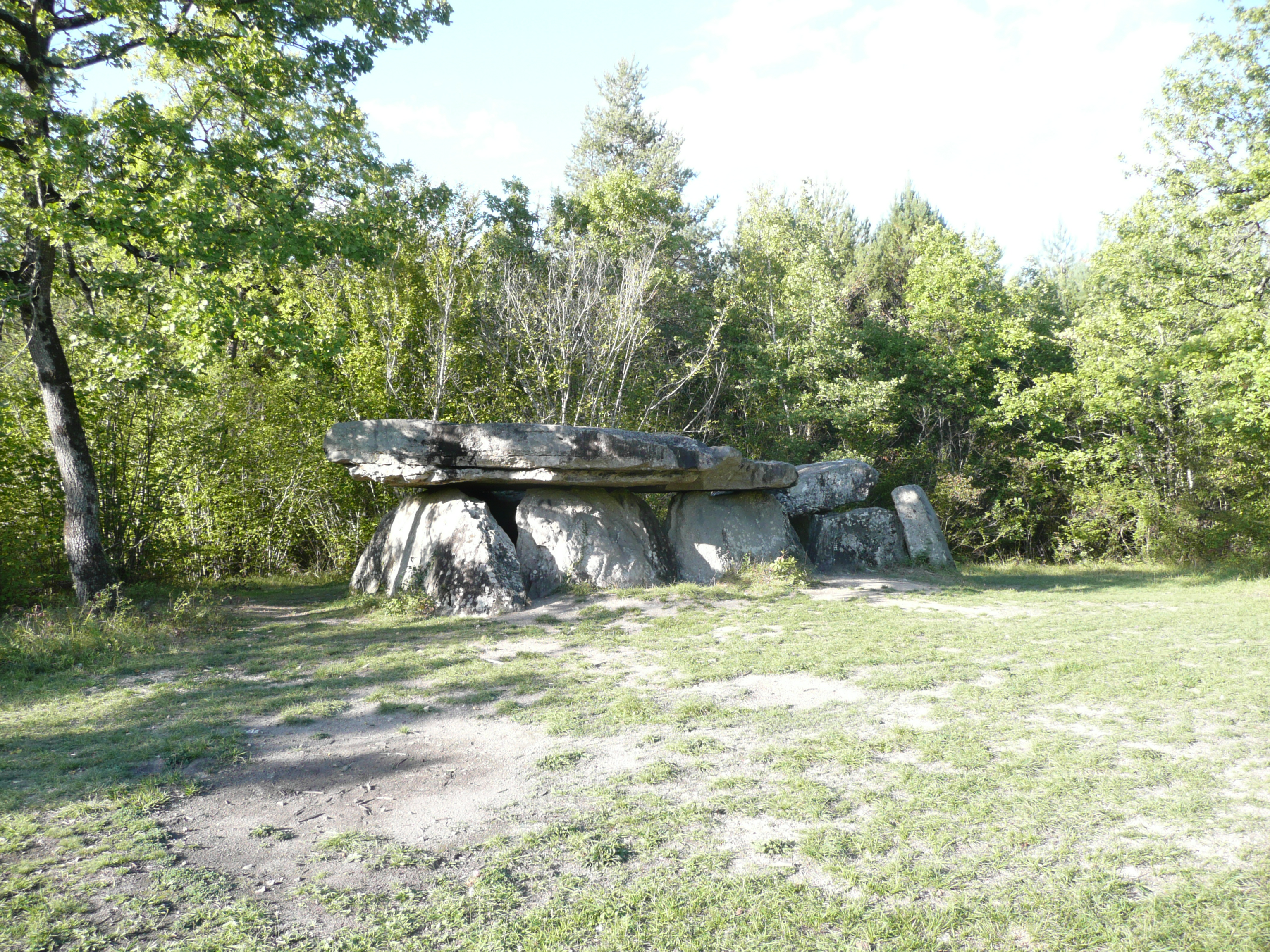

## Lokalkolorit
Um eine glückliche und dauerhafte Beziehung zu gewährleisten, sollten sich Paare unter dem Dolmen treffen.